# Тупик (станция)
Тупи́к — узловая железнодорожная станция в Козельске Калужской области. Неэлектрифицированные однопутные линии на Сухиничи, Горбачёво и Плеханово (Тулу). В 5 км от станции располагается Оптина пустынь.
На станции две пассажирских платформы, одна полноценная — со стороны Тулы, другая укороченная — со стороны Белёва. Одноэтажный вокзал находится у большой платформы.
Поезда дальнего следования на станции не останавливаются. По станции имеется умеренное грузовое движение, формируются грузовые составы на Сухиничи-Главные, Плеханово и Белёв.
В марте 2010 года прекращено движение пригородных поездов в сторону Тулы. С 1 января 2016 года прекращено движение пригородных поездов на участке Козельск — Белёв. По состоянию на 2018 год на станции нет пригородного пассажирского движения.